# Quartina (musica)
La quartina, nel sistema tonale occidentale, è un gruppo regolare se posta in un tempo semplice, che rappresenta quattro note suonate in un'unità di tempo.
Può essere formata da figure uguali o diverse, può essere per aumentazione o per diminuzione, ma, se si presenta in un tempo composto (come ad esempio in un 68), diventa un gruppo insufficiente o irregolare per diminuzione (ad esempio si dovranno eseguire 4 semicrome anziché 6 semicrome nella stessa unità di tempo), in quest'ultimo caso cambiando il movimento di ritmo ternario in ritmo binario.
È però anche possibile trovare la quartina su un gruppo di tre tempi consecutivi. Se per esempio l'unità del tempo è la semiminima è possibile sostituire a tre normali semiminime quattro crome inserite in una quartina, cosicché la somma sia uguale a quella di tre tempi, cioè in questo caso al valore di una minima puntata, in questo caso l'esecuzione prevede che ogni singola croma posta all'interno della quartina abbia un valore pari ad una croma col punto di valore (quindi di croma più semicroma).
Dal punto di vista matematico, la quartina vale 1/16. La quartina è rappresentata da una legatura che unisce le quattro note (che non è da considerare né una legatura di valore né una legatura di portamento) e un 4 scritto sopra.